# Gorenje
Gorenje (произнася се Горенье) е словенска машиностроителна компания, известен производител на битова техника. Седалището ѝ се намира във Велене.
В началото на съществуването си фирмата произвежда селскостопанско оборудване. Днес тя влиза в десетката на най-големите производители на битова техника в Европа с производството на 1,65 млн. единици едра битова техника ежегодно. Примерно 95% от цялата продукция, произвеждана в заводите на Gorenje, отива за експорт.
През август 2018 г. е придобита от китайската Hisense.

## Хронология
- 1950 г. – основаване на компанията.
- 1958 г. – произведена е първата серия кухненски печки на твърдо гориво.
- 1961 г. – първи експортни доставки (за Германия).
- 1968 г. – начало на експериментално производство на съвременни хладилници с компресори.
- 1971 г. – начало на производството на кухненска мебел.
- 1970—1980-те – сливания с други фирми.
- 1980-те – Gorenje стъпва на американския пазар.
- 1990-те – откриват се филиали в Източна Европа.
- 1997 г. – компанията става акционерно общество.
- 2005 г. – купува се фирмата Mora Moravia (Чехия).
- 2006 г. – начало на производството на хладилници с фризер, украсени с камъни Swarovski.
- 2008 г. – основано е Gorenje design studio, работещо върху дизайна на битовата техника на компанията, осъществило редица смели идеи [7]
- 2009 г. – Gorenje участва в миланската седмица на дизайна с комфортната мини-нагревателна плоча „Mrs. Dalloway“.
- 2010 г. – купува се фирмата ASKO (Швеция).
- 2013 г. – Gorenje продава 13% от акциите си на японската компания Panasonic (около 10 млн. €)[8].
- 2018 г. – китайската компания Hisense става мажоритарен акционер в Gorenje Group с 95,42%. [9] Общо 5165 акционери приемат офертата за поглъщане от 12 евро на акция, което оценява компанията на 293 милиона евро.[10]
- 2019 г. – компанията се трансформира в дружество с ограничена отговорност (Društvo sa ograničenom odgovornošću, d.o.o.)[1]
- 2021 г. – търговските компании на Hisense и Gorenje в Германия се сливат в Hisense Gorenje Germany GmbH. Компанията се премества в Гархинг бай Мюнхен.[11][12]

## Награди
Gorenje притежава многобройни награди за дизайн, удобство при използвани и внимание към околната среда. Сред наградите е премията Red Dot Design Award за най-добър дизайн (2005), Plus X Design Award (2006) и ICSID Design Award (2006).
През 2017 г. хладилниците Gorenje от серията „Retro Special Edition“ получават престижната награда The Licensing Awards в категории „Иновации“.

## Спонсорство
Gorenje е генерален спонсор на словенските отбори по ски, на хандболния клуб Gorenje и на Купата на Лигата на Франция. През 2015 г. компанията сключва партньорско споразумение с ФК Спартак (Москва).